# Evropská silnice E13
Evropská silnice E13 je evropskou silnicí 1. třídy. Začíná v britském Doncasteru a končí v Londýně. Celá trasa měří 328 kilometrů.

## Trasa
- Spojené království
  - Doncaster – Sheffield – Nottingham – Leicester – Northampton – Luton – Londýn

## Galerie

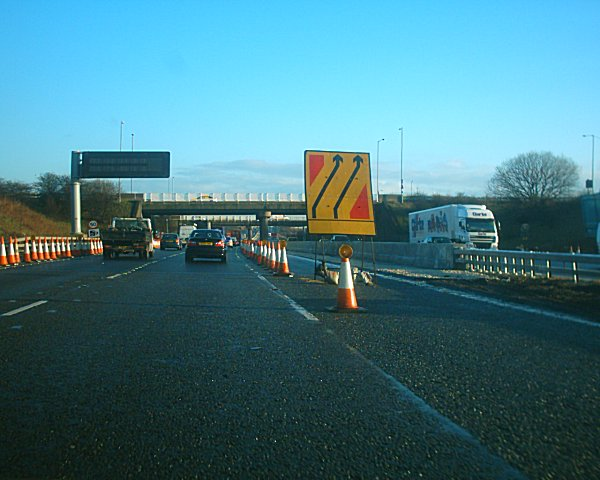
E13
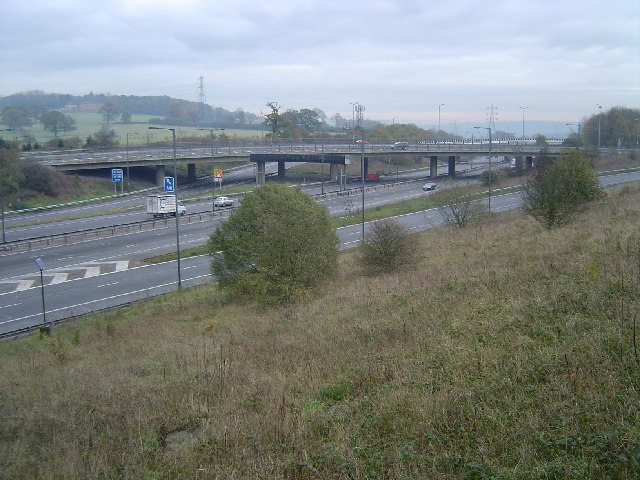
E13